# بادبانک (گیاه)
بادبانک ( (نام علمی: Anelsonia) نام یک سرده از خانواده شب‌بویان است.